# Challenger de Praga-2 2016
El torneo Advantage Cars Prague Open 2016 es un torneo profesional de tenis. Pertenece al ATP Challenger Series 2016. Se disputará su 3ª edición sobre superficie tierra batida, en Praga, República Checa entre el 25 al el 31 de julio de 2016.

## Jugadores participantes del cuadro de individuales
| Favorito | País                  | Jugador              | Rank1 | Posición en el torneo |
| -------- | --------------------- | -------------------- | ----- | --------------------- |
| 1        | Bandera de Eslovaquia | Martin Kližan        | 28    | Cuartos de final      |
| 2        | Bandera de Moldavia   | Radu Albot           | 89    | emifinales            |
| 3        | Bandera de Georgia    | Nikoloz Basilashvili | 123   | Cuartos de final      |
| 4        | Bandera de Eslovaquia | Jozef Kovalík        | 126   | Segunda ronda         |
| 5        | Bandera de España     | Daniel Gimeno-Traver | 131   | Segunda ronda         |
| 6        | Bandera de Colombia   | Santiago Giraldo     | 150   | CAMPEÓN               |
| 7        | Bandera de Suiza      | Henri Laaksonen      | 165   | Cuartos de final      |
| 8        | Bandera de Argentina  | Facundo Argüello     | 173   | Primera ronda         |

- 1 Se ha tomado en cuenta el ranking del 18 de julio de 2016.

### Otros participantes
Los siguientes jugadores recibieron una invitación (wild card), por lo tanto ingresan directamente al cuadro principal (WC):
- Václav Šafránek
- David Šimůnek
- Lukáš Vejvara
- Martin Kližan

Los siguientes jugadores ingresan al cuadro principal tras disputar el cuadro clasificatorio (Q):
- Hubert Hurkacz
- Vadym Ursu
- Matěj Vocel
- Igor Zelenay

## Campeones

### Individual Masculino
- Santiago Giraldo derrotó en la final a  Uladzimir Ignatik, 6–4, 3–6, 7–6(2)

### Dobles Masculino
- Julian Knowle /  Igor Zelenay derrotaron en la final a  Facundo Argüello /  Julio Peralta, 6–4, 7–5